# New Kid in Town
New Kid in Town è un singolo del gruppo musicale statunitense Eagles, pubblicato nel 1976.

## Tracce
1. New Kid in Town – 4:49 (Henley, Frey, J. D. Souther)
2. Victim of Love – 4:04 (Felder, Henley, Frey, J. D. Souther)

## Formazione
- Glenn Frey - voce, chitarra acustica
- Joe Walsh - piano elettrico, organo, cori
- Randy Meisner - basso, cori
- Don Henley - batteria, percussioni, cori
- Don Felder - chitarra elettrica

## Classifiche
| Classifica                       | Posizione migliore |
| -------------------------------- | ------------------ |
| Ultratop 50                      | 19                 |
| Billboard Canadian Singles Chart | 1                  |
| Canadian Adult Contemporary      | 2                  |
| Canadian Country                 | 18                 |
| VG-lista                         | 9                  |
| RIANZ                            | 6                  |
| MegaCharts                       | 11                 |
| Official Singles Chart           | 20                 |
| Billboard Hot 100                | 1                  |
| Adult Contemporary               | 2                  |
| Country Singles                  | 43                 |

## Curiosità
Questa canzone fa da sottofondo alla puntata 17X04 dei Simpson, "La paura fa novanta XVI", nel primo dei tre mini-episodi da cui è composta.